# غريس هال همينغوي
غريس هال همينغوي (بالإنجليزية: Grace Hall Hemingway) (15 يونيو 1872 – 28 يونيو 1951) هي رسامة ومغنية أوبرا وروائية أمريكية.